# تل آخوندی
تل آخوندی مربوط به دوران پیش از تاریخ ایران باستان است و در شهرستان بیضا، بخش بیضاء، روستای بانش واقع شده و این اثر در تاریخ ۱۲ بهمن ۱۳۸۱ با شمارهٔ ثبت ۷۱۸۳ به‌عنوان یکی از آثار ملی ایران به ثبت رسیده است.